# Aechmea emmerichiae
Aechmea emmerichiae là một loài thực vật có hoa trong họ Bromeliaceae. Loài này được Leme mô tả khoa học đầu tiên năm 1987.

## Hình ảnh

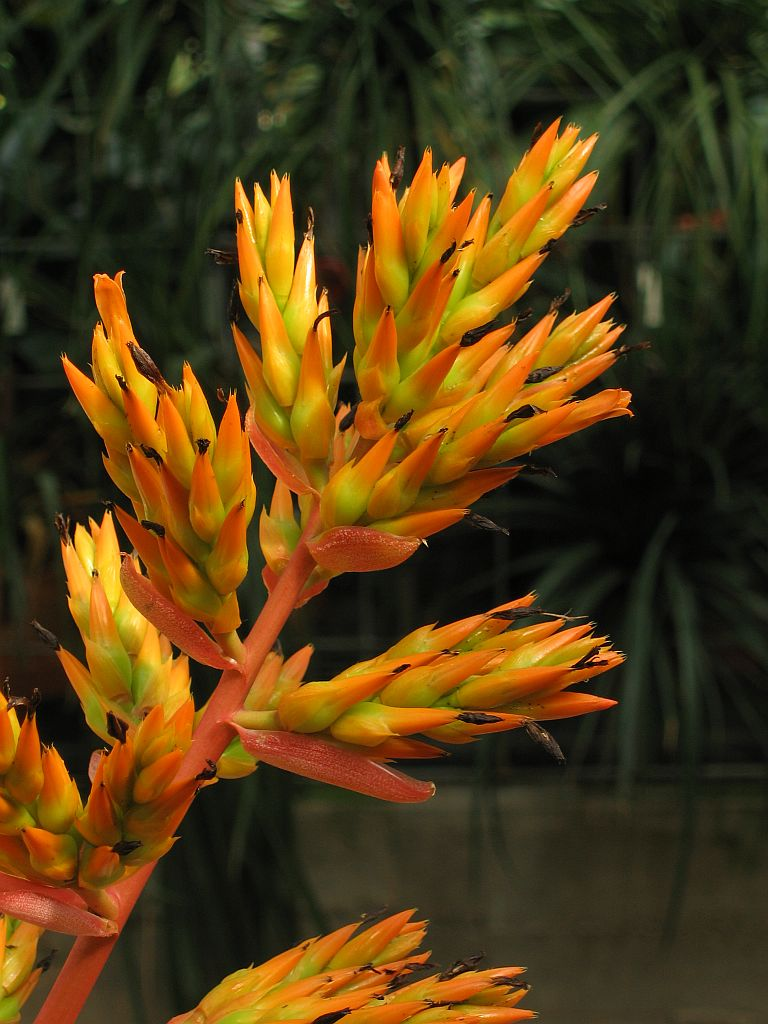